# (400243) 2007 ON6
(400243) 2007 ON6 es un asteroide perteneciente al cinturón de asteroides, descubierto el 21 de julio de 2007 por John Broughton desde el Observatorio de Reedy Creek, Gold Coast (Queensland), Australia.

## Designación y nombre
Designado provisionalmente como 2007 ON6.

## Características orbitales
2007 ON6 está situado a una distancia media del Sol de 2,406 ua, pudiendo alejarse hasta 2,950 ua y acercarse hasta 1,861 ua. Su excentricidad es 0,226 y la inclinación orbital 10,43 grados. Emplea 1363,22 días en completar una órbita alrededor del Sol.

## Características físicas
La magnitud absoluta de 2007 ON6 es 17,6.